# Perna canaliculus
Perna canaliculus — двустворчатый моллюск семейства митилиды. P. canaliculus — культивируемый в Новой Зеландии вид с постоянно увеличивающимися объёмами производства.

## Обитание
Perna canaliculus встречается по всей Новой Зеландии. Обычно он встречается ниже приливной зоны, но может встречаться и в зоне приливов. Питается различными видами фитопланктона.

## Внешнее описание
Внешне он отличается от других видов мидий тем, что у него коричнево-зелёные раковины с зелеными губами по краям; также у него только одна приводящая мышца. Зеленогубый моллюск — один из крупнейших видов мидий, достигающий 24 см в длину.

## Аквакультура
P. canaliculus является эндемиком Новой Зеландии (проживает только там). В Австралии и Новой Зеландии он также известен под торговой маркой Greenshell. Ежегодно производится более 150.000 тонн моллюска, и в 2009 году объём продаж превысил 250 миллионов новозеландских долларов (150 миллионов долларов США).
Выращивание зеленогубого моллюска в Новой Зеландии началось в 1970-х годах и с тех пор значительно расширилось: рост производства составил 708 % с 1988 по 2000 год (среднегодовой рост 18 %). Первоначально фермы основывались на 700-летнем европейском методе выращивания мидий на плавучих плотах, который подходил для небольших масштабов производства; однако вскоре потребовались методы более масштабные. Адаптация японской системы ярусной аквакультуры моллюсков привела к появлению методов, используемых сегодня для коммерческой аквакультуры, и облегчила переход к крупномасштабному производству за счет механизированного сбора урожая.
Так, производительность при выращивании моллюска в 2000 году оценивалась в 9850 кг на гектар (в год) при стоимости 36000$ США. Это в 200 раз превышает продуктивность производства белка при наземном сельском хозяйстве.
В связи с этим, аквакультуры — крайне перспективная отрасль, и производство моллюска быстро растёт. В 2000 году на фермы по выращиванию мидий приходилось 3000 гектаров прибрежных площадей, но предполагалось к использованию в 10 раз больше. Обычно отдельные фермы имеют площадь менее 50 гектаров и расположены в защищенных водах недалеко от берега. Благодаря новейшим технологическим разработкам теперь можно строить более крупные фермы по выращиванию мидий дальше от берега и в более открытых водах.
Отрасль (из-за особенностей технологии производства) всё ещё зависит от сбора дикого зеленогубого моллюска для «затравки» (поскольку сбор молодого дикого Perna Canaliculus значительно дешевле, чем разведение мидий в инкубаторах). Тем не менее, вполне вероятно, что инкубаторы будут играть все более важную роль в аквакультуре по двум основным причинам. Во-первых, надёжность и независимость от природной урожайности. Во-вторых, это возможность производства более ценного продукта, поскольку инкубаторы могут проводить селекцию по желаемым признакам. Проводятся исследования и испытания по прививанию моллюску свойств термоустойчивости.
Производство зеленогубого моллюска работает по стандартам Новой Зеландии, которые являются одними из самых строгих в мире. И мидии, и морская вода вокруг ферм проверяются на наличие биотоксинов, бактерий и тяжелых металлов. Качество воды постоянно контролируется с помощью тестов, проводимых в соответствии со стандартами, установленными Управлением по контролю за продуктами и лекарствами США, Европейским Союзом и Управлением по безопасности пищевых продуктов Новой Зеландии.
Институт Голубого Океана (международная организация по охране природы) включил новозеландский зеленогубый моллюск в число двух самых экологически чистых морепродуктов в мире (более чистых, чем классические «зелёные» рыболовства Аляски и Исландии).

## Медицинское применение
Perna canaliculus в Новой Зеландии, Австралии и США зарегистрирован как лекарственное средство под маркой Lyprinol (Липринол).
Зеленогубый моллюск ингибирует образование фермента ALOX5, что приводит к образованию лейкотриенов. Липринол использовал факт наличия этих высокоактивных веществ как доказательство его свойств по борьбе с раковыми опухолями. В 2000 году он был оштрафован в Новой Зеландии за бездоказательные заявления о том, что он может действовать как лекарство от рака. В 2011 обзор исследования противоопухолевого действия Липринола назвал доказательства «слабыми», и до 2023 года новых сколько-нибудь значимых исследований подобного действия Липринола не проводилось.
Значительно больше существует исследований эффектов зеленогубого моллюска при болезни суставов. Исследования в большинстве своём показывают положительные результаты, но большинство исследований пока проведены на животных (собаках и лошадях), некоторые из исследований не являлись ослеплёнными. Размер выборки в исследованиях мал, а наблюдению побочных эффектов не было уделено достаточного внимания. Обзор литературы 2011 года обнаружил слабые доказательства противовоспалительных эффектов Липринола у человека, но отметил, что клинические испытания на сегодняшний день были ограничены. Новые исследования были назначены на 2022 год.
Положительная динамика при лечении болезней суставов может достигаться не благодаря синтезу лейкотриенов и их механизмам, а благодаря наличию в составе Perna Caninulus гиалуроновой кислоты. Для человека она является «условно рекомендованной после выявленной неудачи использования простых анальгетиков» (согласно кокрановскому обзору 2015 года).
Долгосрочные побочные эффекты приёма P. canaliculus и Липринола практически не исследованы.